# Расник
Раснѝк е село в Западна България. То се намира в община Перник, област Перник.
Връх Расник на Антарктическия полуостров е наименуван на селото.

## География
Расник се намира между селата Мещица и Вискяр. Разположено е в котловината между връх Бъзглав и връх Висока могила на Вискяр планина, на 15 километра западно от Перник и 40 километра от София. Населението на село Расник наброява около 400 души. Селото се радва на красива природа.
Пътят към с. Расник, който се отклонява на север от пътя между Перник и Брезник след с. Мещица, продължава след Расник до последното с. Радуй.

## История
Село Расник е старо средновековно селище, регистрирано в турските документи от средата на XVI век като тимар с 68 домакинства и 5 вдовици. По-късно, през 1576 г. селото е вписано в списъците на джелепкешаните към нахия Грахова от каза София, а във войнушките списъци от 1606 г. се среща със старото си име Хирасник, Храстник.
Според преданията разказвани от възрастните хора, селото е основано през 1306 г. (XIV век). Първоначално селото се е намирало в местността Макра, но се премества, там където е в наши дни. Първо са се заселили Ковачевите, после Аврамовите, Пейните и постепенно се е образувало селото, като са дошли и други заселници. Селото в Макра е наброявало 1000 къщи, но настъпило време, в което започнала да изчезва водата от селото, болести налегнали хората и те нямали друг избор освен да изоставят домовете си и да потърсят по-благодатна земя. На територията на днешен Расник някога е имало голяма гора и много храсти, богато с множество извори на сладка вода и това довежда хората да се заселят там. Така и селото получава името си Расник произлизащо от „раске“ (храсти).

### Археологически проучвания
По време на теренни проучвания през 70-те години на XX век археолозите попадат на няколко изключително интересни селища, които свидетелстват за богатата история на селото.
В местността Макра, около 1 км западно от селото, на южния склон на планината Вискяр на площ от около 15 – 20 дка археолозите намират артефакти от праисторическо селище. Преобладава грубата, дебелостенна керамика със сивочерен цвят и примеси от пясък в глината. Намирани са и единични елементи с линеарна декорация, които дават основание селището да бъде отнесено към късната бронзова или ранната желязна епоха. Праисторическото селище от местността Макра се намира недалеч от синхроничните му селища и крепости в землищата на селата Вискяр и Гургулят и принадлежи към същата праисторическа селищна система.
Над праисторическото селище и в непосредствена близост с него през Античността е изградено ново селище, което е заемало площ от около 30 дка. В миналото местните хора са разкривали стени, изградени от ломен камък и тухли с хоросанова спойка; намирани са цели съдчета и много бронзови монети.
Днес на терена, заеман от селището, има само фрагменти от антична строителна и битова керамика. Античното селище е синхронично на античното светилище от местността Ралевци и се намира на пътя, който свързвал севера – Тимошко-моравската област, с юга – поречието на Струма.
На около 2 км северозападно от селото, на югоизточния склон на планината Вискяр в местностите Латински гробища и Прим гроб през годините поройните води многократно са разкривали погребения чрез трупоизгаряне и трупополагане. Данните от погребалния принцип и гробният инвентар дават основание на историците и археолозите да отнесат некропола към Античността и Средновековието.
На 3 км южно от селото в местността Ралевци на площ от около 2 дка археолозите са открили материали от разрушаването на антична сграда. Открити са и две оброчни плочки със старогръцки надписи посветени на Хеката и Зевс. Днес на терена заеман от некропола се намират само разпилени фрагменти от антична керамика. Над разрушената сграда е бил поставен нов оброчен кръст. Масивният строеж, както и християнският оброк дават основание да се допусне, че над старото езическо светилище е бил построен християнски храм.
В местностите Ралевци и Зли дол, на около 3 км от селото до 70-те години на XX век все още са се виждали останките от римски път, който е свързвал Тимошко-моравската област с Горнострумските земи. Днес пътят се очертава все още на терена, макар и много разрушен. В котловината между планините Люлин и Вискяр всъщност е бил най-прекият път от северните, Среднодунавски земи към Бяло море, и той е имал голямо военно-стратегическо и културно-икономическо значение. Този път е съществувал през всички исторически времена. Трасиран е още в Праисторическата епоха и е бил благоустроен през Античността и поддържан през Средновековието. От този път в местността Дългата ливада на река Ралевци и в местността Ливагье е имало мостове, изградени от камък с хоросанова спойка, известни на местното население под наименованието „Зидани мост“, макар и отдавна разрушени.
Те са били вероятно аналогични на Зидани мост в землището на село Ярджиловци, принадлежали са на една и съща епоха и са свързвали един и същ древен път.
Край с. Расник е намерен гръцки надпис (Ἡρακλῇ Βεισαλητη-. νῷ Μοντανὸς Δι – νειλου ἱερεὺς ἀνέ – θηκεν'), който хвърля светлина върху тълкуването на наименованието на древното тракийско име на племето бизалти.

### Съвременна история
През 1934 г. е построено училището в Расник. По същото време в селото са извикани войници от поделението в Брезник, за да издигнат паметник за загиналите жители от село Расник в Балканската война (1912 – 1913), който се намира в центъра на селото, на площад пред кметството.
Паметникът за загиналите във войните от село Расник се намира на центъра на селото пред кметството и е един от паметниците на Българската войнска слава. Основният паметник за загиналите през Балканските войни е построен през 1934, от войниците от поделението в град Брезник. След това на него и около него са добавяни плочи с имената и паметници на други загинали в следващите войни.
Същата година е запомнена и с решението селото да има събор, който се празнува на Спасов ден.
ТКЗС „Макра“ е създадено през 1950 г., първоначално в него са работели 50 души и постепенно се увеличава като по времето на комунизма почти цялото население на селото работи там.

## Религии

### Манастир „Св. Св. Петър и Павел“
На южния склон на Вискяр планина на т.нар. Раснишки баир над селото се намира параклис „Св. Св. Петър и Павел“, още известен и като Вискярски манастир. До параклиса се намира един от няколкото оброчни кръста в района на село Расник.
Съвременният параклис е изграден над стара средновековна църква, която е била разрушена до основи през османското владичество. В наши дни от тази църква над терена няма видими следи. Тя изцяло е вградена в съвременния манастирски храм. Малката площ, която е заемала, дава основание на археолозите да я свържат с характерните еднопространствени църкви от Късното Средновековие.
На 27.08.2024 г голям пожар около селото успява да изпепели храма. За по-малко три месеца  с лични средства и доброволен труд ,храма е почти възстановен.

### Църква „Св. Николай Чудотворец“
Късносредновековната църква „Св. Николай Чудотворец“ е еднокорабна, едноапсидна, псевдотриконхална църква, с полуцилиндрично сводово покритие. Апсидата и певниците ѝ са полукръгли отвън и отвътре. Входът е бил на запад. По-късно, както при повечето средновековни църкви от този район, западната стена е съборена изцяло и корабът е разширен на запад.
През 2009 г. след десетилетия на запустение храмът е частично обновен с дарения и осветен на 9 март 2009 г.
Църквата е забележителна с един от стенописите на северната стена на двама светии с изобразени чалми на главите, за които специалистите установяват, че са на лечителите-безсребреници Козма и Дамян.
- Църквата, поглед от пътя
- Камбанарията
- Олтарният кръст и стенопис на тавана
- Стенописа на Св. Св. Козма и Дамян с чалми

### Оброчни кръстове
Около с. Вискяр има няколко оброчни кръста:
- Оброк на връх Висока могила (Раснишки баир), до Вискярски манастир (параклис „Св. Св. Петър и Павел“)
- Оброк „Св. Апостоли Вартоломей и Варвара“, до чешма Стубле[10]
- Оброк „Свети Никола“[11]
- Оброк „Свети Спас“[12]

Интересно е че всички оброчни кръстове на територията на с. Расник са от типа на т.нар. „келтски кръстове“. Кръговият надгробен паметник, представлява каменен диск, увенчаващ паралелепипеден стълб, една трета от който е забита в земята. Върху лицевата страна на диска, която е обърната към гроба, най-често е моделиран в камъка кръг с вписан в него равнораменен кръст – пластичен израз на възгледа за четирите основни елемента на Вселената. Той е популярен в изкуството като хоризонтален модел на света с четирите основни посоки, а също и като идеограма на Слънцето.
Подобен тип кръстове има разположени до с.Гърло, с.Зидарци, възвишението Брезнишко бърдо, с.Планиница, с.Сопица и с.Вискяр. В последно време някои автори изказват мнение за връзката на тези християнски надгробни паметници с богомилските и катарските общества в Европа през Средновековието. 

## Обществени институции
- Кметство
- Народно читалище „Димитър Полянов – 1927“[15]
- Пенсионерски клуб

## Културни и природни забележителности
Село Расник е много популярна дестинация за любителите на парапланеризма и тандемните полети. На 25 и 26 септември 2010 г. край село Расник, Пернишко, се провежда шампионата на България по парапланеризъм целно кацане.
През 2007 г. Световната федерация по въздушни спортове (Fédération Aéronautique Internationale, FAI – The World Air Sports Federation) одобрява  районът на с. Расник (заедно с този на с. Витановци) за едни най-подходящите за парапланеризъм на територията на България.
В началото на септември 2011 г. на хълма край селото се провежда открития шампионат на България по парапланеризъм.

## Редовни събития
- Сурва – в селото има организирана голяма сурвакарска група с ежегодни участия на фестивала „Сурва“
- 6 декември – Храмов празник на църквата „Свети Николай Чудотворец“
- Спасов ден – Събор на селото.[20]
- Петров ден – събор на могилата (връх Висока могила при параклиса „Св. Св. Петър и Павел“